# Szöuli Nemzeti Egyetem állomás
Szöuli Nemzeti Egyetem állomás a szöuli metró 2-es vonalának állomása; Szöul Kvanak-ku (Gwanak-gu) kerületében található.

## Viszonylatok
| 2-es vonal                                            | 2-es vonal | 2-es vonal                                                             |
| ----------------------------------------------------- | ---------- | ---------------------------------------------------------------------- |
| Nakszongde (Nakseongdae) (külső oldal) Városháza felé | fő vonal   | Pongcshon (Bongcheon) (belső oldal) Cshungdzsongno (Chungjeongno) felé |